# یون این-سیل
یون این-سیل (انگلیسی: Yun In-sil؛ زادهٔ ۱۰ ژانویهٔ ۱۹۷۶) بازیکن فوتبال زن اهل کره شمالی بود.
از باشگاه‌هایی که در آن بازی کرده است می‌توان به باشگاه ورزشی آمنوکگانگ اشاره کرد.
وی همچنین در تیم ملی فوتبال زنان کره شمالی بازی کرده است.